# Курцівська балка
Курцівська балка (крим. Qurtsı yılğası), Баличик-Ілга (крим. Balıçıq yılğa, Глиняна балка) — місцевість, балка на південній околиці Сімферополя, в Центральному районі міста.

## Опис
Незабудована територія між районами Пневматика та Петрівська балка. Не плутати з долиною річки Курци, що знаходиться південніше.
Починається на півдні між пагорбом Сари-Балчик та Чумакарською гіркою, закінчується на півночі в районі вулиці Курцовська.
Як і вулиця, балка отримала назву по дорозі з міста до села Курци (Українка).
По балці тече струмок, що уходить у колектор та впадає у річку Казанка.
У роки Другої світової війни в балці проходили розстріли.